# Молтайни
Молтайни (пол. Mołtajny) — село в Польщі, у гміні Барцяни Кентшинського повіту Вармінсько-Мазурського воєводства.
Населення — 682 особи (2011).
У 1975-1998 роках село належало до Ольштинського воєводства.

## Демографія
Демографічна структура станом на 31 березня 2011 року:
|          | Загалом | Допрацездатний вік | Працездатний вік | Постпрацездатний вік |
| -------- | ------- | ------------------ | ---------------- | -------------------- |
| Чоловіки | 316     | 67                 | 222              | 27                   |
| Жінки    | 366     | 73                 | 210              | 83                   |
| Разом    | 682     | 140                | 432              | 110                  |